# العلاقات السورية السورينامية
العلاقات السورية السورينامية هي العلاقات الثنائية التي تجمع بين سوريا وسورينام.

## مقارنة بين البلدين
هذه مقارنة عامة ومرجعية للدولتين:
| وجه المقارنة                                              | سوريا                    | سورينام                        |
| --------------------------------------------------------- | ------------------------ | ------------------------------ |
| المساحة (كم2)                                             | 185.18 ألف               | 163.27 ألف                     |
| عدد السكان (نسمة)                                         | 18.27 مليون              | 563.40 ألف                     |
| الكثافة السكانية (ن./كم²)                                 | 98.66                    | 3.45                           |
| العاصمة                                                   | دمشق                     | باراماريبو                     |
| اللغة الرسمية                                             | اللغة العربية            | اللغة الهولندية                |
| العملة                                                    | ليرة سورية               | دولار سورينامي، غيلدر سورينامي |
| الناتج المحلي الإجمالي (بليون دولار)                      | 60.20 مليار              | 3.32 مليار                     |
| الناتج المحلي الإجمالي (تعادل القوة الشرائية) بليون دولار |                          | 9.07 مليار                     |
| الناتج المحلي الإجمالي الاسمي للفرد دولار أمريكي          |                          | 9.48 ألف                       |
| الناتج المحلي الإجمالي للفرد دولار أمريكي                 |                          | 16.64 ألف                      |
| مؤشر التنمية البشرية                                      | 0.594                    | 0.714                          |
| رمز المكالمات الدولي                                      | +963                     | +597                           |
| رمز الإنترنت                                              | .sy                      | .sr                            |
| المنطقة الزمنية                                           | ت ع م+02:00، ت ع م+03:00 | 00                             |

## منظمات دولية مشتركة
يشترك البلدان في عضوية مجموعة من المنظمات الدولية، منها:
| علم المنظمة | اسم المنظمة                        | تاريخ انضمام سوريا | تاريخ انضمام سورينام |
| ----------- | ---------------------------------- | ------------------ | -------------------- |
|             | يونسكو                             | 16 نوفمبر 1946     | 16 يوليو 1976        |
|             | وكالة ضمان الاستثمار متعدد الأطراف | 14 مايو 2002       | 2 يوليو 2003         |
|             | الأمم المتحدة                      | 24 أكتوبر 1945     | 4 ديسمبر 1975        |
|             | الاتحاد البريدي العالمي            | ?                  | ?                    |
|             | البنك الدولي للإنشاء والتعمير      | 10 أبريل 1947      | 27 يونيو 1978        |
|             | المنظمة الهيدروغرافية الدولية      | ?                  | ?                    |
|             | منظمة التعاون الإسلامي             | 1972               | ?                    |
|             | منظمة حظر الأسلحة الكيميائية       | ?                  | ?                    |
|             | الاتحاد الدولي للاتصالات           | 12 يناير 1924      | 15 يوليو 1976        |
|             | مؤسسة التمويل الدولية              | 28 يونيو 1962      | 1 سبتمبر 2011        |
|             | منظمة الشرطة الجنائية الدولية      | ?                  | ?                    |

## وصلات خارجية
- موقع وزارة الخارجية السورينامية